# Nathan MacKinnon
Nathan MacKinnon (1 de septiembre de 1995) es uno de los principales jugadores de hockey sobre hielo canadiense. Su equipo actual es Colorado Avalanche (#29) ocupando la posición de center. 

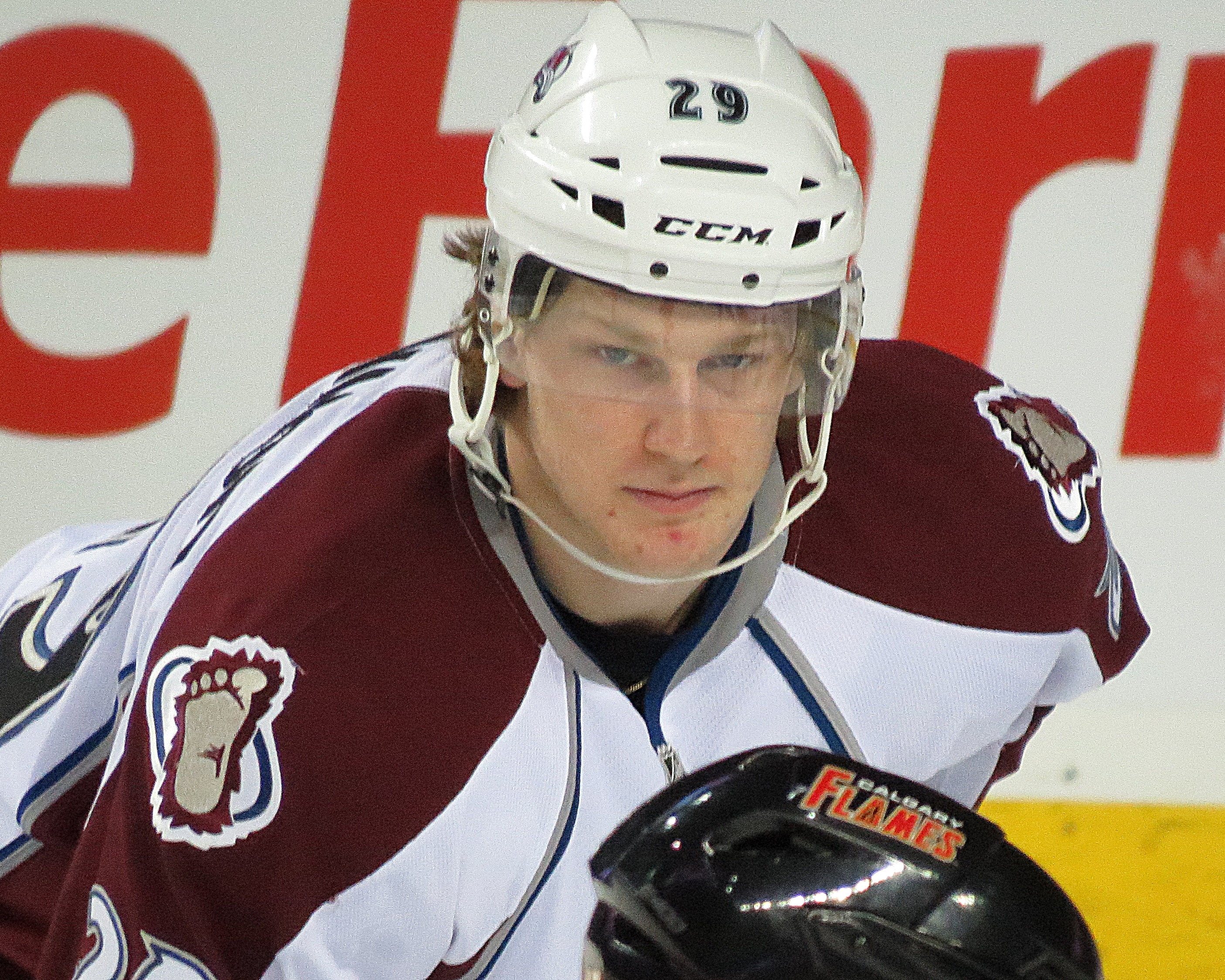
Nathan MacKinnon

Llegó a los Avalanche tras haber jugado para los Halifax Mooseheads de la Quebec Major Junior Hockey League (QMJHL). MacKinnon fue seleccionado por primera vez por Colorado Avalanche en el NHL Entry Draft 2013, como primer pick del draft.
MacKinnon ha sido comparado con la estrella de National Hockey League y compañero de Nueva Escocia, Sidney Crosby y se lo ha mencionado con frecuencia como candidato a ser seleccionado en primer lugar en el NHL Entry Draft 2013 durante varios meses antes del draft. Fue nombrado el Jugador Más Valioso del campeonato de la Copa Memorial 2013 en su draft del año.